# Otnes
Otnes is een klein dorp in de Noorse gemeente Rendalen in fylke Innlandet. Otnes telt 323 inwoners (2007) en heeft een oppervlakte van 0,53 km². Het dorp ligt aan het meer Lomnessjøen en aan fylkesvei 30 in het zuiden van de gemeente.

## Kerk

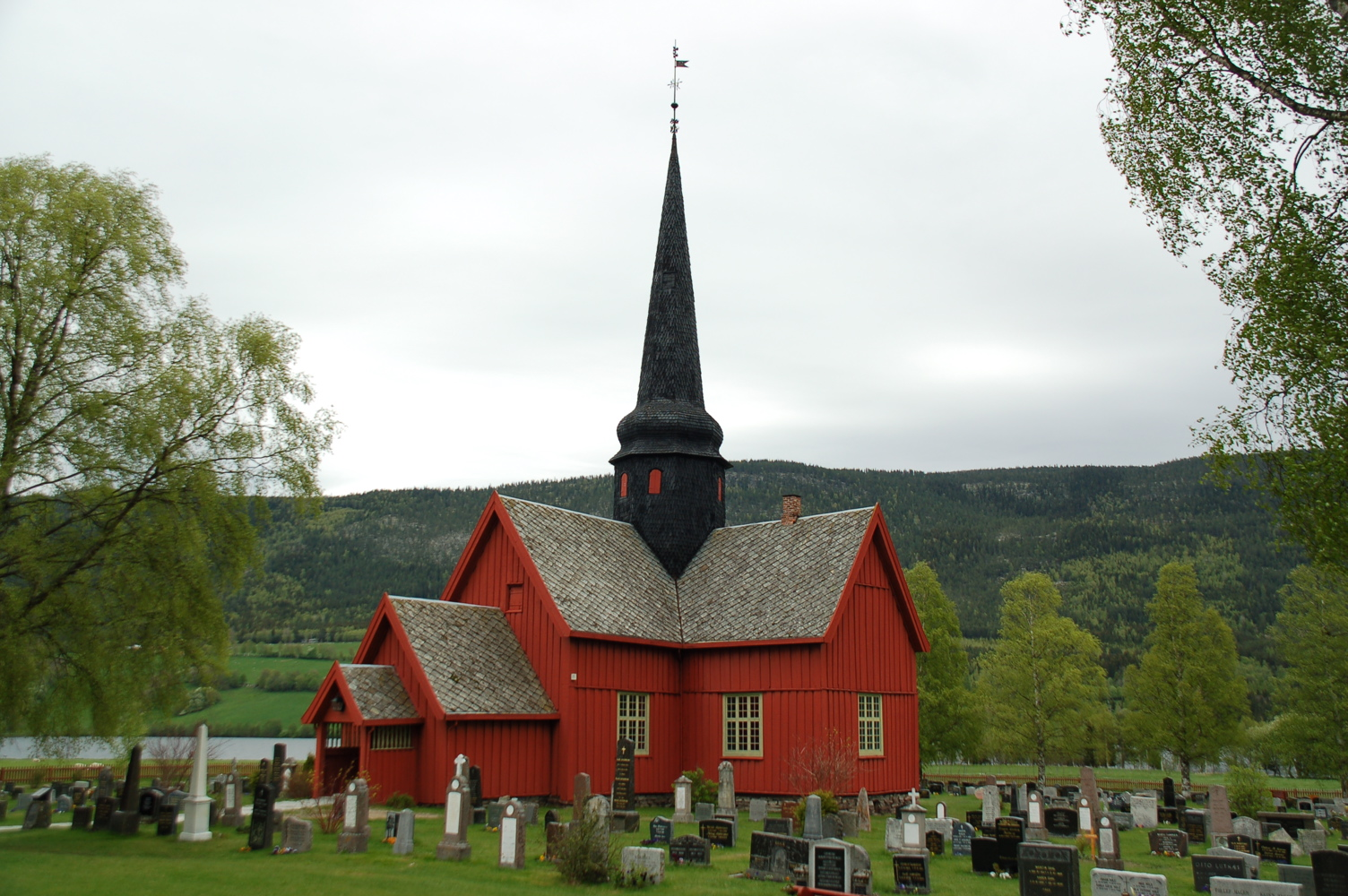
Ytre Rendal kirke

In Otnes staat een houten kerk uit 1751. De kerk staat bekend als Ytre Rendal kirke. Tussen 1880 en 1965 was Otnes de hoofdplaats van de gemeente Ytre Rendal In 1965 werden Ytre- en Øvre Rendal weer samengevoegd tot de huidige gemeente Rendalen.